# Артёменко, Людмила Михайловна
Людмила Михайловна Артёменко (род. 24 декабря 1949, Ирпень, Киевская область, УССР) — советская и украинская эстрадная певица, заслуженная артистка УССР (1979).

## Биография
Людмила Артёменко начала певческую карьеру в популярном украинском вокально-инструментальном ансамбле «Смеричка». В 1973 году на Всесоюзном телефестивале «Алло, мы ищем таланты!» впервые исполнила «Балладу о матери» Евгения Мартынова и завоевала звание лауреата этого конкурса.
Она также стала лауреатом Всесоюзного телевизионного конкурса «Молодые голоса» в Москве (1973, I место), Всесоюзного конкурса артистов эстрады (1977) и Всесоюзного телевизионного конкурса «С песней по жизни» (1978).
В 1977 году окончила Днепропетровское музыкальное училище им. М. Глинки по специальности «хоровое дирижирование».
С 1974 по 1993 год была солисткой, а с 1982 по 1987 год — художественным руководителем вокально-инструментального ансамбля «Водограй» Днепропетровской филармонии.
Артёменко часто приглашалась для участия в теле- и радиопрограммах, в том числе в телевизионном фестивале песни «Песня года» (СССР).
В её репертуар входили песни многих известных советских и украинских композиторов, таких как Мирослав Скорик, Владимир Ивасюк, Марк Минков («Не отрекаются любя»), Игорь Поклад, Геннадий Татарченко, Олег Осадчий, Александр Злотник, Анатолий Днепров, Павел Дворский, Михаил Некрич и другие.
С 1997 года — солистка-вокалистка фольклорно-хореографического ансамбля «Славутич».
Обладает насыщенным тембром голоса с широким диапазоном. В её репертуаре — эстрадные и народные украинские, а также цыганские песни.
В последние годы выступала с программой «Ностальгия», в которой исполняла песни и романсы 1930–1950-х годов в сопровождении ансамбля «Ретро-Классик».

## Фильмография
- Дорогой мальчик (1974) — вокал (не указана в титрах)